# Jonah Falcon
Jonah Cardeli Falcon, född 29 juli 1970 i Brooklyn i New York, är en amerikansk skådespelare och författare. Falcon påstår sig ha världens största penis, som ska ha uppmätts till 34 cm. Falcon har bland annat deltagit i dokumentären World's Biggest Penis (svensk titel: Världens största penis).
Jonah Falcon gick på Bronx High School of Science i New York och avlade examen 1988. Han identifierar sig själv som bisexuell. I juli 2012, när Falcon var på San Franciscos flygplats, stoppades han av en TSA-agent som trodde att hans penis var en pistol till följd av den tydliga konturen av Falcons penis.